# Menemerus marginatus
Menemerus marginatus är en spindelart som först beskrevs av Kroneberg 1875.  Menemerus marginatus ingår i släktet Menemerus och familjen hoppspindlar. Inga underarter finns listade i Catalogue of Life.